# Митар
Митар е старобългарското означение на фискалните чиновници в Римската империя, които събирали данъците в парѝ.
Терминът се употребява на български език в библейски контекст във връзка с превода на книгите от Светото писание по времето на Първата българска държава през втората половина на 9 век.
Евреите много мразели римските публикани (или събирачи на налози към фиска), наричани още простонародному цариници или порезници. Те гледали с отвращение на тези публични служители, които събирали данъците и налозите наложени им от чуждите им и омразни римляни.
По времето на Първата българска държава, когато българите приели християнството и текстовете на Светото писание били преведени на старобългарски, повечето от фиска бил натурален (за първи път натуралния данък бил обърнат в паричен през 30-те години на 11 век, което събитие послужило като повод за подигането на въстанието на Петър Делян, а съвременните държавни такси се изразявали в ангария) с изключение на митата. Събирачите на налози към фиска по него време били известни като митари – с етимология от мито. В този смисъл и в библийски контекст, евангелските митари отговарят на римските публикани в провинция Юдея, като явно по този начин преводът на термина от текстовете на Светото писание целял да бъде по-разбираем от и за простолюдието.
Еврейските митари били считани от сънародниците си за езичници (Мат. 18:17). Еврейските писания разказват, че даже не им се позволявало да влизат в Йерусалимския храм и синагогите, за да участват във всенародните молитви, както и да заемат други служби или да свидетелстват в еврейските съдилища.
Евреите укорявали Исус, защото бил „приятел на митарите и грешниците, и ял с тях“ (Лук. 7:34), но Спасителят отвърнал на обвинителите си, че „митарите и блудниците ви изпреварват в царството Божие“ (Мат. 21:32).
Терминът „митар“ се употребява в българския, а посредством него заради църковнославянските преводи на Светото писание и в останалите източнославянски езици – руски, украински и беларуски.